# Riesgo financiero
El Riesgo financiero es la probabilidad de un evento adverso y sus consecuencias. El riesgo financiero se refiere a la probabilidad de ocurrencia de un evento que tenga consecuencias financieras negativas para una organización.
El concepto debe entenderse en sentido amplio, incluyendo la posibilidad de que los resultados financieros sean mayores o menores de los esperados. De hecho, habida la posibilidad de que los inversores realicen apuestas financieras en contra del mercado, movimientos de estos en una u otra dirección pueden generar tanto ganancias o pérdidas en función de la estrategia de inversión.

## Tipos de riesgos financieros
- Riesgo de mercado, asociado a las fluctuaciones de los mercados financieros, y en el que se distinguen:
  - Riesgo de cambio, consecuencia de la volatilidad del mercado de divisas.
  - Riesgo de tipo de interés, consecuencia de la volatilidad de los tipos de interés.
  - Riesgo de mercado (en acepción restringida), que se refiere específicamente a la volatilidad de los mercados de instrumentos financieros tales como acciones, deuda, derivados, etc.
- Riesgo de crédito, consecuencia de la posibilidad de que una de las partes de un contrato financiero no asuma sus obligaciones.
- Riesgo de liquidez o de financiación, y que se refiere al hecho de que una de las partes de un contrato financiero no pueda obtener la liquidez necesaria para asumir sus obligaciones a pesar de disponer de los activos —que no puede vender con la suficiente rapidez y al precio adecuado— y la voluntad de hacerlo.
- Riesgo operativo, que es entendido como la posibilidad de ocurrencia de pérdidas financieras, originadas por fallas o insuficiencias de procesos, personas, sistemas internos, tecnología, y en la presencia de eventos externos imprevistos.[1]
- Riesgo país o riesgo soberano.
- Riesgo sistémico.